# Crkva sv. Katarine u Samarici
Crkva sv. Katarine u Samarici župna je rimokatolička crkva u Samarici u Bjelovarsko-bilogorskoj županiji.
Jednobrodna je građevina pravokutnog tlocrta, užeg polukružnog svetišta uz koje je sa sjeverne strane smještena sakristija, a na zapadnom pročelju zvonik. Unutrašnjost je svođena bačvastim svodom sa susvodnicama, apsida polukalotom s radijalnim susvodnicama. Pjevalište počiva na dva stuba povezana lukom i ograđeno je drvenom ogradom. Crkva je opremljena bogatim baroknim inventarom. Glavni oltar sv. Katarine, bočni oltari sv. Elizabete i sv. Mihaela te rokoko oltar sv. Obitelji. Crkva je sagrađena 1704. godine na ostacima svetišta nekadašnje srednjovjekovne crkve. Visokim stupnjem očuvanosti izvornog, a naročito inventarom svrstava se među najvrednije sakralne objekte čazmanskog područja.
Kao župnik istaknuo se Josip Đurkovečki, koji je služio 35 godina od 1797. do 1832. godine. Odmah po dolasku u samaričku župu započeo je obnovu tornja i unutrašnjosti župne crkve sv. Katarine, a o svojem je trošku u Mariboru za 500 forinti kupio orgulje. Kada je crkva potpuno uređena i obnovljena, blagoslovio ju je 30. lipnja 1805. zagrebački biskup Maksimilijan Vrhovac, o čemu svjedoči i spomen-ploča u crkvi.

## Zaštita
Pod oznakom Z-2242 vodi se kao nepokretno kulturno dobro - pojedinačno, pravnog statusa zaštićena kulturnog dobra, klasificirano kao "sakralna graditeljska baština".